# الین پلین (شهر)
الین پلین شهری در استان صوفیه کشور بلغارستان است که جمعیت آن در سال ۲۰۰۱ میلادی ۶٬۷۰۰ نفر بوده‌است.